# David Moses
David Moses, né le 20 janvier 2004 au Nigeria, est un footballeur nigérian qui évolue au poste de milieu central au Slavia Prague.

## Biographie

### En club
Né au Nigeria, David Moses est issu de la Central Football Academy Abuja et rejoint la Tchéquie en mars 2022 en signant au MFK Karviná. Il joue son premier match en professionnel avec ce club le 18 novembre 2022 lors d'une rencontre de coupe de Tchéquie face au Slavia Prague. Il entre en jeu et son équipe est battue par deux buts à zéro.
Moses joue son premier match de première division tchèque le 22 juillet 2023, contre le FC Zlín, lors de la première journée de la saison 2023-2024. Il entre en jeu et son équipe s'impose par quatre buts à un.
En janvier 2025, David Moses rejoint le Slavia Prague. Le transfert est annoncé dès le 18 décembre 2024 et il signe un contrat valable jusqu'en décembre 2029,.
Il remporte le championnat en participant à la saison 2024-2025, le Slavia étant sacré champion de Tchèquie.

## Palmarès
SK Slavia Prague
- Championnat de Tchéquie (1) :
  - Champion : 2024-2025.